# Герб на Красноярския край
Гербът на Красноярски край е приет на 12 февруари 1999 г.
Представлява щит на черено поле, от дясната страна на който има тънка синя лента с бели кантове и златен лъв, държащ в дясната лапа златна лопата, а в лявата – златен сърп. Щитът е увенчан с пиедестал, на който има орденски ленти, изобразени във формата на щит, окръжен със златни дъбови листа и кедрови клонки, съединени със синя Андреевска лента.